# سرو تینته
سرو تینته (به اسپانیایی: Cerro Tinte) یک کوه در بولیوی است که در شهرستان پوتوسی واقع شده‌است. سرو تینته ۵٬۰۱۵ متر بالاتر از سطح دریا واقع شده‌است.